# Сухіх Сергій Анатолійович
Сергі́й Анато́лійович Сухі́х (28 жовтня, 1978 Україна) — гравець національної збірної України з регбі, грає на позиції стовпа в першому ряду сутички.